# Ernst Rein
Ernst Rein (* 21. November 1858 in Chemnitz; † 25. September 1953 in Bielefeld) war ein deutscher Konstrukteur und Unternehmer.

## Leben
1873 begann der 14-jährige Ernst Rein eine Ausbildung zum Schlosser in Meerane und besuchte anschließend die Meisterschule in Chemnitz. Seine erste Anstellung erhielt er als technischer Zeichner bei der Maschinenfabrik Oerlikon in der Schweiz. Anschließend gab er für zwei Jahre in Milwaukee (USA) technischen Zeichenunterricht, vorrangig für deutsche Immigranten. Nach seiner Rückkehr nach Deutschland arbeitete er ab 1885 als Konstrukteur bei dem Unternehmen Schiess in Düsseldorf.

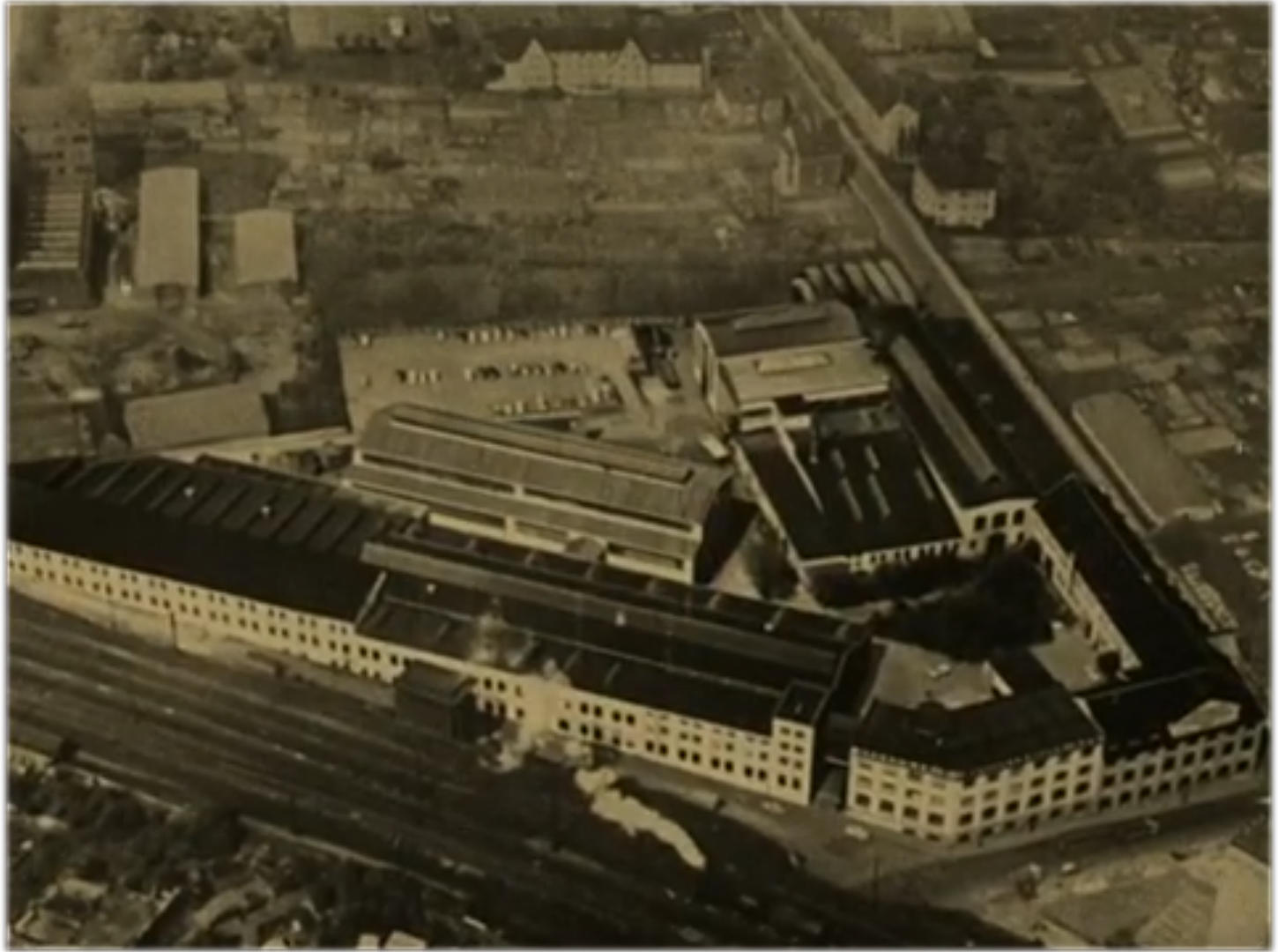
Luftbild der Fabrik Droop & Rein in Bielefeld, 1963

Im Jahr 1890 gründete er zusammen mit dem Sekretär der Bielefelder Handelskammer Theodor Droop der Werkzeugmaschinenfabrik Droop & Rein, später Droop & Rein, Werkzeugmaschinenfabrik und Eisengießerei, deren Hauptarbeitsfeld der Bau von Sondermaschinen war. Nach dem Tod seines Teilhabers Theodor Droop 1906 wurde Ernst Rein 1910 zum alleinigen Eigentümer des Unternehmens.
Im Zweiten Weltkrieg fielen große Teile des Werks den Bomben zum Opfer. Am 30. September 1944 wurde sein Privathaus getroffen und stürzte ein. Ernst Rein wurde im Keller verschüttet, es gelang ihm jedoch, sich und andere wieder freizugraben. Mit Genehmigung der britischen Besatzungsmacht konnte er das Unternehmen wiederaufbauen, dem er bis zu seinem Tod 1953 vorstand.

## Kontroverse
In der Nachkriegszeit geriet das Unternehmen Droop & Rein in die Kritik und wurde beschuldigt, während des Kriegs Zwangsarbeiter für die Rüstungsproduktion eingesetzt und laut ITS (International Tracing Service) hierfür ein eigenes Zivilarbeiterlager geführt zu haben. Diese Vorgänge können jedoch nicht Ernst Rein zur Last gelegt werden, denn er hatte in dieser Zeit Betriebsverbot, da er sich offen gegen einen Aufmarsch der NSDAP in seinem Werk gewehrt und diesen untersagt hatte. Der Betrieb wurde ohne ihn auf Rüstungsproduktion umgestellt.

## Sonstiges

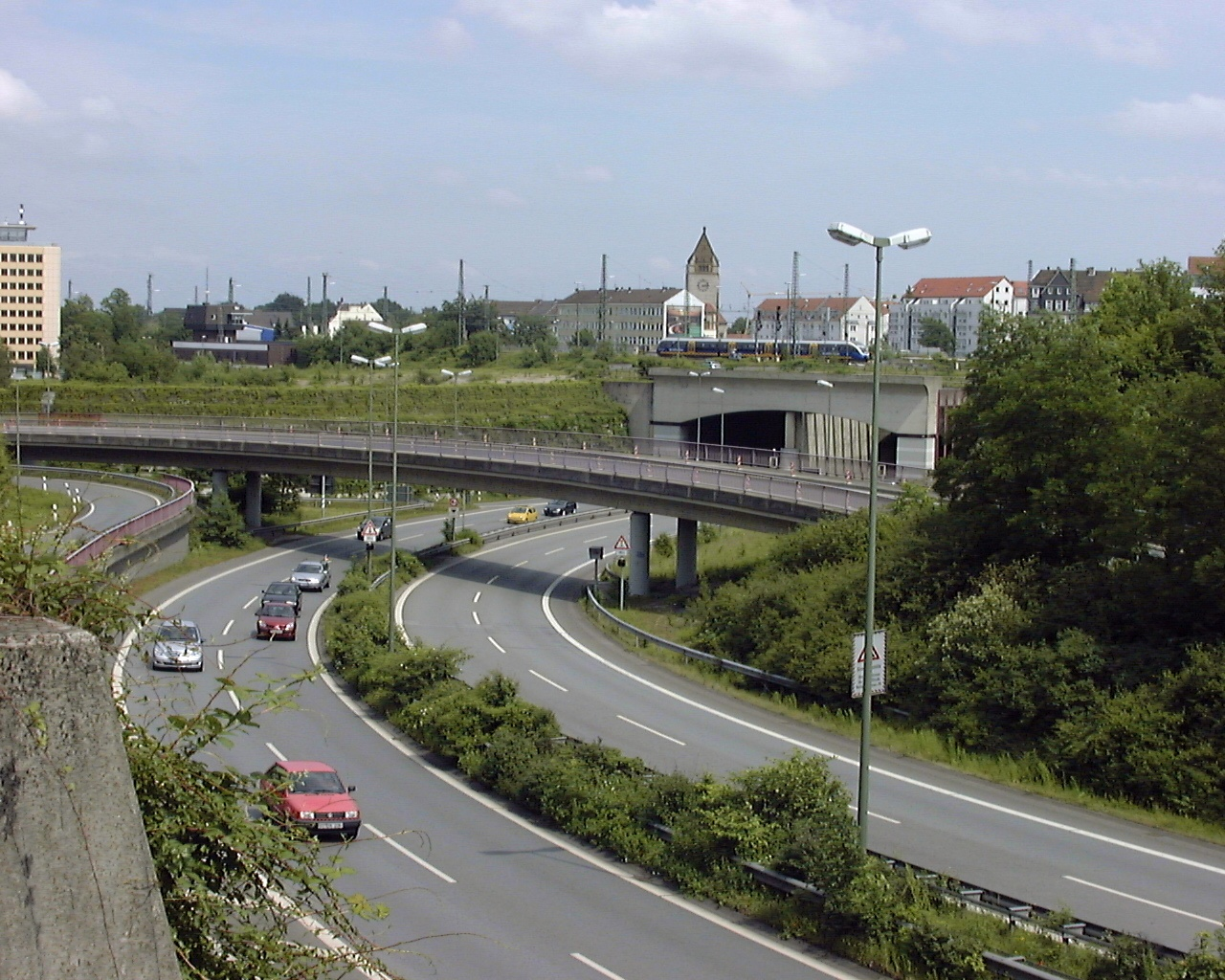
Auffahrt Ernst-Rein-Straße in Bielefeld (links im Bild)

Die Stadt Bielefeld hat ihm zu Ehren die Straße, an der das ursprüngliche Werksgelände lag, in Ernst-Rein-Straße umbenannt. Von den 1970er Jahren bis 1994 bestand an der Schloßhofstraße das Ernst-Rein-Bad, ein städtisches Hallenbad, das mit finanzieller Unterstützung der Inhaberfamilie errichtet wurde.